# Автоматическая турель
Автоматическая турель (англ. sentry gun) — стационарное устройство, способное самостоятельно или под дистанционным управлением выполнять поставленные перед ним боевые задачи.
Как правило, подобное устройство состоит из устройства наблюдения, блока управления, блока боевого обеспечения и станка, на котором крепится данное оборудование. Под автоматической турелью зачастую понимают любое средство боевого поражения, способное вести огонь по противнику без непосредственного участия человека, но при этом не обладающие самостоятельной подвижностью.

## История
Первые образцы телеуправляемых огневых средств начали разрабатывать ещё в 30-х годах XX века. Однако уровень технологического развития только во второй половине XX века позволил создать эффективные дистанционно управляемые образцы вооружения.
Преимуществом таких установок является то, что они проще маскируются на местности, во время несения караульной службы не выдают себя посторонними звуками, смена операторов турелей происходит, не демаскируя огневые позиции, уничтожение огневой точки происходит без потерь среди личного состава. Однако главным их недостатком по-прежнему оставалось наличие оператора, и как следствие, все присущие человеку недостатки: халатность, невнимательность, ненадлежащее выполнение боевых обязанностей. Наибольшее распространение подобные автоматические турели получили во флоте, позволяя значительно снизить потери среди экипажа и увеличить огневую мощь кораблей.
С 80-х годов XX века в ведущих мировых державах началась разработка полностью автономных боевых систем, главной задачей являлось исключение человеческого фактора из работы системы вооружения. Как известно, компьютер не устаёт и не отвлекается. К началу XXI века в средствах массовой информации стало появляться всё больше сведений о подобных роботоризированных боевых системах, их стало вполне возможно приобрести на оружейном рынке. В большинстве случаев подобное устройство предназначается для управления пулемётом или управляемым противотанковым или противовоздушным ракетным снарядом.
Все более широкое распространение данные защитные средства получают при формировании современных защитных линий, так как доты слишком легко выводятся из строя высокоточным оружием, а минные поля не являются непреодолимой преградой. Усиление оборонительной линии автоматическими боевыми средствами значительно повышает её эффективность.